# WPRS (Mittelwellensender)
Koordinaten: 39° 36′ 20″ N, 87° 43′ 22″ W
WPRS oder WPRS-AM (Branding: „1440 Paris Country“) ist ein US-amerikanischer Countrymusik-Hörfunksender aus Paris im US-Bundesstaat Illinois. WPRS sendet auf der Mittelwellen-Frequenz 1440 kHz. Eigentümer und Betreiber ist die Midwest Communications, Inc.